# .pr
.pr este un domeniu de internet de nivel superior, pentru Porto Rico (ccTLD).